# Haila von Westarp

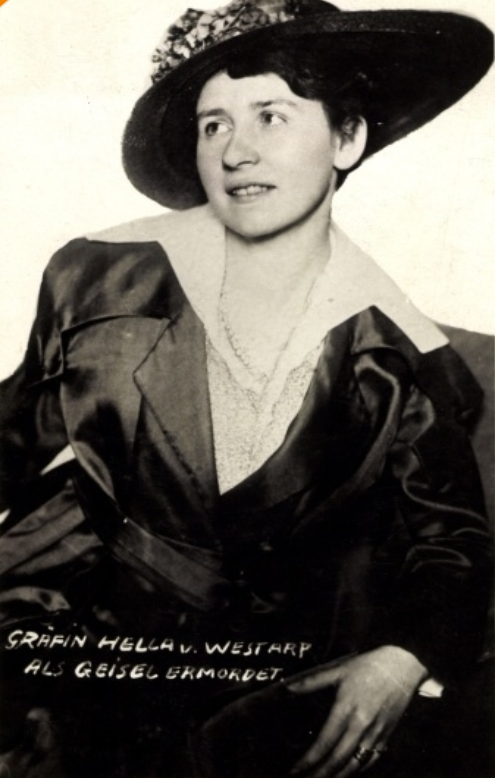
Haila Gräfin von Westarp

Haila, genannt Hella Gräfin von Westarp (* 11. Januar 1886 in Partenkirchen; † 30. April 1919 in München), war eine deutsche Adlige. Sie war Sekretärin der völkisch-antisemitischen Thule-Gesellschaft und wurde beim sogenannten „Geiselmord im Luitpold-Gymnasium“ erschossen.

## Herkunft und Familie
Ein Urururgroßvater war der preußische General Franz Adolf, dessen Sohn Prinz Friedrich Franz Christoph von Anhalt-Bernburg-Schaumburg-Hoym (1769–1807) war der Stammvater des Adelsgeschlechts Westarp. Ihr Vater Viktor Amadeus Adolf Ludwig Graf von Westarp (1851–1915) war preußischer Kammerjunker und Schriftsteller. Ihre Mutter und dessen zweite Ehefrau war Godela geborene von Oven (1863–1949), eine Tochter des Landrats Karl von Oven. Haila war das älteste von sieben Kindern.
Ihr Cousin Kuno von Westarp war seit 1913 der Fraktionsvorsitzende der Deutschkonservativen Partei im Reichstag, die strikt für die kaiserliche Kriegspolitik eingetreten war. Ihr Onkel 2. Grades war der Generalleutnant Ernst von Oven, der die Truppen zur Niederschlagung der Räterepublik kommandierte.
Zu Haila von Westarps entfernterer Verwandtschaft, die der jüngeren Linie des Adelsgeschlechts entstammen, zählen auch der Marineoffizier und Industrielle Theodor von Westarp (1890–1959), der Politiker Wolf von Westarp (1910–1982) und der Schriftsteller Eberhard-Joachim von Westarp (1884–1945), allesamt väterlicherseits ihre Cousins 3. Grades. Durch Verwandtschaft über die Familie von Oven war Eberhard-Joachim zugleich ihr Cousin 2. Grades.

## Leben
Die Familie lebte seit 1890 in München in der Theresienstraße 34, seit 1897 in der Romanstraße 18 und seit 1898 in der Montenstraße 1.
Hella von Westarp lebte seit 1913 in Hessen und Württemberg.
Sie wurde Mitglied der rechtsextremen und antisemitischen Thule-Gesellschaft in München und arbeitete für diese seit Februar 1919 als Sekretärin, war aber auch politisch aktiv.
Seit dem 3. März war sie wieder in München in der Nymphenburger Straße 187, als ledig, Privatiere, protestantisch gemeldet.

## Verhaftung und Ermordung
Hella von Westarp wurde während der Münchner Räterepublik zweimal verhaftet und dann wieder freigelassen.
Am 26. April 1919 wurde sie erneut in ihrer Wohnung von Rotgardisten verhaftet. Sie wurde zusammen mit sechs weiteren Mitgliedern der Thule-Gesellschaft ins Polizeipräsidium gebracht und dort vom Stadtkommandanten Rudolf Egelhofer im Beisein von Max Levien verhört. Am gleichen Tag wurde sie zusammen mit etwa 21 weiteren Gefangenen in dem als Kaserne benutzten Luitpold-Gymnasium interniert.
Wenige Tage später, am 30. April 1919, verbreitete sich das Gerücht, dass bei der Eroberung Grünwalds elf Rotarmisten als Geiseln ermordet worden seien.  Daraufhin wurden zehn der Internierten, unter ihnen Gräfin Westarp, am Nachmittag des 30. April 1919 erschossen. Die Entscheidung zur Ermordung der Geiseln wurde vom Soldatenrat Egelhofer zusammen mit dem lokalen Kommandanten des Luitpold-Gymnasiums Fritz Seidel getroffen. Die kommunistische Führung um Max Levien und Eugen Levinè wusste von den Geiseln und war in die Entscheidung zur Hinrichtung eingebunden.
Hella von Westarp liegt auf dem Münchner Westfriedhof begraben.

## Nachwirkungen
Die Ermordung der zehn Gefangenen wurde sofort von den Medien und der völkischen Propaganda instrumentalisiert. Der Historiker Stephan Malinowski ordnet den schnell über Bayern hinaus bekannt gewordenen Fall als Signal für den „roten Terror“ ein, als den die Adligen in Deutschland die Revolution nach dem Vorbild Russlands wahrnahmen. Hitlers späterer Hoffotograf Heinrich Hoffmann machte Fotos vom Tatort, um die Propaganda anzufachen, die Revolution habe die „Schandtaten der Französischen Revolution“ längst übertroffen. Es gab eine „Special-Geisel-Nummer “der Münchner Neuen Illustrierten, Postkarten mit Porträts der Opfer, insbesondere mit dem der jungen Gräfin, erreichten hohe Auflagen.
Acht Tatbeteiligte wurden später zum Tode verurteilt und hingerichtet, den möglichen Befehlsgeber Egelhofer ermordeten Weißgardisten nach seiner Ergreifung.
Nach der nationalsozialistischen Machtergreifung 1933 betrachtete die Propaganda die Erschossenen als „erste Blutzeugen“. NS-Oberbürgermeister Karl Fiehler benannte 1936 die Hella-von-Westarp-Straße und drei weitere Straßen in Trudering nach ihnen. Die Hella-von-Westarp-Straße steht auf einer Liste der belasteten Straßennamen in München, die 45 Straßennamen umfasst.